# De fyra stora (roman)
De fyra stora (The Big Four) är en detektivroman av Agatha Christie, som utkom första gången 1927. Huvudperson är mästerdetektiven Hercule Poirot, och jag-berättare är hans vän kapten Arthur Hastings. 
De fyra stora utkom efter den mer kända romanen Dolken från Tunis, men utspelas före händelserna i denna. Ursprungligen var berättelsen en handfull noveller, som försågs med en ramberättelse och förvandlades till en roman; åtminstone ett av kapitlen, som handlar om en man som dör mystiskt mitt under ett schackparti, har flera gånger därefter publicerats som en separat novell. Romanens struktur skiljer sig från andra Poirot-berättelser, eftersom den började med tolv noveller (elva i USA) som hade publicerats separat.

## Historia
År 1926 var Christie redan djupt påverkad av sin mors död tidigare under året och det havererade äktenskapet med Archibald Christie. Hennes svåger Campbell Christie föreslog att Christie i stället för att skriva en helt ny roman, helt enkelt skulle sammanställa sin senaste serie Poirot-berättelser till en fullängdsbok. Campbell hjälpte henne att revidera berättelserna, som hade skrivits för The Sketch, till en mer sammanhängande form för bokutgivning. Hans hjälp bestod främst av att revidera början och slutet av berättelserna för att bättre få dem att passa in i en roman – innehållet i varje berättelse förblir detsamma mellan novellversionen och romanversionen. Till skillnad från den senare Par i brott (1929) behölls berättelsernas ordningsföljd.
Vid den här tiden erbjöds en roman att publiceras av The Bodley Head som avvisades. Ingen annan information finns om denna roman, men Zemboy föreslår att det var De fyra stora. Hans teori fortsätter med Christies relation till sin nya förläggare William Collins, Sons. Christie borde ha insett att De fyra stora var en undermålig roman och började skriva Dolken från Tunis för det nya förlaget.
Boken publicerades några veckor efter Christies försvinnande och återkomst. Publiciteten kring hennes namn gjorde att den nya romanen blev en försäljningssuccé. Försäljningen var tillräckligt bra för att mer än fördubbla framgången för Dolken från Tunis. Den sålde trots att den inte var ett traditionellt mordmysterium, utan trots att den var en berättelse om internationella intriger och spionage, och öppnade för mer spionroman från Christie.
År 1942 skrev Christie till sin agent Edmund Cork of Hughes Massie och bad honom att hålla ett manuskript i reserv (troligen Miss Marples sista fall) och uppgav
Jag har en gång varit i en position där jag ville skriva bara för pengarnas skull och när jag kände att jag inte kunde – det är en nervös känsla. Om jag hade haft ett manuskript "i rockärmen" hade det gjort stor skillnad. Det var då jag var tvungen att producera den ruttna boken De fyra stora och tvingade mig själv att skriva Mysteriet på Blå tåget.

## Handling
En oväntad besökare vid namn Mayerling kommer in genom Hercule Poirots sovrum och faller ihop på golvet. Den enda ledtråden till vad han vill är att han upprepar Poirots namn och adress och skriver siffran 4 många gånger. När Hastings skämtsamt kallar det "Mysteriet med De fyra stora" börjar mannen tala om en internationell brottskartell med samma namn. Han beskriver de fyra ledarna: Nummer 1 är ett kinesiskt politiskt geni vid namn Li Chang Yen; Nummer 2 är förmodligen amerikansk; Nummer 3 är en fransyska; och nummer 4 är endast känd som "Förstöraren". Mannen dör strax efter att Poirot och Hastings gett sig av på jakt efter de fyra stora.
Härifrån blir romanen en serie löst sammanhängande noveller.
- Poirot och Hastings besöker en informatör vid namn John Ingles för att fråga honom om de fyra stora. Ingles visar Poirot en lapp från en fiskare som bett honom om några hundra pund för att gömma sig från de fyra stora. Poirot, Hastings och Ingles upptäcker att mannen som skrev lappen, en Mr Jonathan Whalley, har mördats av Number 4.
- Poirot upptäcker att de fyra stora har producerat en form av trådlös energi som kan fokusera en stråle med stor intensitet på vilken plats som helst. En brittisk vetenskapsman vid namn Halliday var nära att lyckas med samma koncept när han kidnappades under en konferens i Frankrike. Poirot och Hastings besöker den berömda franska vetenskapsmannen Madame Olivier och upptäcker att hon är nummer 3.
- Poirot upptäcker att den amerikanske miljonären Abe Ryland är nummer 2 och skickar Hastings för att spionera på honom.
- Poirot utreder mordet på en Mr Paynter i Worcestershire. Före sin död hade Paynter skrivit "gul jasmin" med bläck på sin tidning och försökt rita en siffra 4. Poirot avslöjar att Paynters läkare, en doktor Quentin, i själva verket var nummer 4, som gav Paynter en injektion av gul jasmin.
- En månad senare informerar Japp Poirot om ett annat mystiskt dödsfall – schackmästaren Gilmour Wilson, som dog av hjärtsvikt när han deltog i en match med den ryske flyktingen doktor Savaronoff. Poirot drar slutsatsen att den riktige Savaronoff dog i Ryssland och att Nummer Fyra utgav sig för att vara honom och dödade Wilson för att bevara hans täckmantel.
- Hastings kidnappas av de fyra stora och Poirot räddar honom.
- Poirot identifierar Nummer 4 som en obskyr karaktärsskådespelare vid namn Claude Darrell. En före detta flickvän avslöjar Darrells kännetecken.
- För att spåra de fyra stora i hemlighet iscensätter Poirot sin egen död. Han och Hastings reser till de fyra storas gömställe i Italien och blir tillfångatagna. Poirot avslöjar att han inte är Hercule Poirot utan sin tvillingbror Achille. Han berättar för de fyra stora att grottan är avspärrad och att polisen är på plats. Tre av de fyra stora dödas i en explosion precis när polisen gör en razzia mot gömstället. Den andre uppges ha begått självmord. Väl hemma avslöjar Poirot att Achille Poirot inte existerade – det var Hercule Poirot i förklädnad hela tiden. Han beklagar att alla hans andra fall kommer att verka tråkiga och tama jämfört med det här fallet. Romanen slutar med att Hastings återvänder till Argentina och Poirot överväger att dra sig tillbaka.

## Karaktärer

### Huvudsakliga
- Hercule Poirot Den berömda privatdetektiven. Efter att ha tröttnat på sitt liv i England och att ta itu med triviala saker frestas han att flytta till Brasilien. Han har fått ett erbjudande om pengar som är för bra för att tacka nej till.
- Arthur Hastings Poirots sidekick i två tidigare romaner och två noveller. Han arbetar en kort tid som sekreterare åt Abe Ryland under aliaset Arthur Nevill.
- Kommissarie Japp. Han är polis vid Scotland Yard.

### De fyra stora
Ett multietniskt gäng på fyra personer som arbetar för världsherravälde. De har ett hemligt gömställe i ett stenbrott i Dolomiterna. Det ägs av ett italienskt företag som är ett bulvanföretag för Abe Ryland. Stenbrottet döljer en stor underjordisk bas, urholkad i hjärtat av berget. Därifrån använder de trådlös kommunikation för att överföra beställningar till tusentals av sina följare i många länder. Karaktärerna består av typiska etniska och nationella stereotyper från 1920-talets brittiska fiktion. De är:
- Abe Ryland, den så kallade amerikanska såpakungen. Han sägs vara rikare än John D. Rockefeller och vara den rikaste mannen i världen. Tidigt i romanen försöker Ryland anställa Poirot och bjuder in honom till Rio de Janeiro, enligt uppgift för att undersöka vad som pågår i ett stort företag där. Poirot blir erbjuden en förmögenhet och frestas att tacka ja. Han avböjer så småningom och handlingen är inte längre utarbetad. Förmodligen hade Ryland för avsikt att rekrytera honom till organisationen. Han dör när de fyras dolda bas exploderar. Han representerar rikedomens makt.[7]

- Madame Olivier, en fransk kvinnlig forskare. Hon uppges vara en berömd kärnfysiker och analytisk kemist. Poirot misstänker att hon har hemlighållit den verkliga omfattningen av sin forskning med kärnkraft. Han menar att hon har "lyckats frigöra atomenergin och utnyttja den för sitt syfte".[7] Hon sägs ha använt gammastrålar från radium för att fullända ett dödligt vapen.[8] Hon är änka. Hon arbetade tillsammans med sin man och bedrev deras forskning gemensamt fram till hans död.[6] Hon sägs se mer ut som en prästinna från det förflutna än en modern kvinna. Hon dör när de fyras dolda bas exploderar. Hon representerar vetenskaplig forskning som ägnar sig politiska mål.[7]

- Li Chang Yen, den kinesiske ledaren och hjärnan bakom gruppen, sägs ha den bästa kriminella hjärna som någonsin funnits. Han är en osynlig karaktär som aldrig sätter sin fot utanför Kina, men som ofta diskuteras av andra karaktärer. Han kontrollerar en "vetenskaplig kraft som är mäktigare än världen har kunnat drömma om". Det sägs att "de män som dominerar mest i offentligheten är män med liten eller ingen personlighet. De är marionetter som dansar till trådarna som dras av en mästarhand, och den handen är Li Chang Yens". Han är makten bakom Österns tron.[7] Han är förkroppsligandet av Gula faran. Hans komplotter sägs innefatta världsomfattande oroligheter, arbetskonflikter i alla länder och revolutioner i några av dem.[8] På ett annat ställe förklaras det att han är mandarin och bor i ett eget palats i Peking. Han övervakar mänsklig forskning om kulier, utan hänsyn till sina försökspersoners död och lidande.[6][7] Han begår självmord i slutet.[7]

- Claude Darrell, känd som Förstöraren. Han är en obskyr engelsk skådespelare och en mästare på förklädnad. Han är gruppens främste lönnmördare. Han dyker upp med ständigt föränderliga ansikten och multipla identiteter genom hela romanen.[7] Han kan helt förändra sitt fysiska utseende och sin persona. Många av romanens karaktärer är kända eller misstänks vara bland de roller som Darrell spelar.[8] Darrell beskrivs som omkring 33 år gammal, brunhårig, ljushyad, gråögd. Hans längd anges till 1,78 meter. Hans ursprung är ett mysterium. Darrell har en svaghet som kan avslöja hans verkliga identitet: när han äter brukar Darrell rulla brödbitar till små bollar.[8] Han dör tydligen när de fyras dolda bas exploderar, även om hans kropp är oigenkännlig. Han är också i praktiken spion och företräder underrättelsetjänsten och underrättelsetjänsterna.[7]

### Övriga
- Achille Poirot, Herkules förmodade tvillingbror. Achille saknar mustasch och beskrivs av Herkules som mindre stilig. Achille visar sig senare vara Hercule Poirot själv i förklädnad.
- Grevinnan Vera Rossakoff. En flamboyant, excentrisk och lömsk rysk aristokrat som för närvarande inte har någon personlig förmögenhet. Hon är anställd som sekreterare hos Madame Olivier under pseudonymen Inez Véroneau. Hon är både en vän och en motståndare till Poirot. .
- Joseph Arons. En teateragent som hjälper Poirot att identifiera skådespelaren Claude Darrell.
- John Halliday. En vetenskapsman som besökte Paris för en konferens och försvann.
- John Ingles. En pensionerad statstjänsteman med ett enligt uppgift mediokert intellekt. Han är expert på Kina och allt kinesiskt. Han informerar Poirot om Li Chang Yens identitet.
- Herr Mayerling. En före detta medlem av Secret Service och ett offer för de fyra stora. Han dör i Poirots lägenhet.
- Kommissarie Meadows. En representant för polisen i Moretonhampstead som utreder dödsfallet Jonathan Whalley. Han är en gammal vän till kommissarie Japp som har rekommenderat Poirot till honom. Han är villig att låta Poirot involveras i fallet.
- Flossie Monro. En gammal vän till Claude Darrell. Hon har blekt blont hår och en förkärlek för rouge och skjortor med monogram. Hon ger Poirot information om en personlig vana till Darrell som kan användas för att identifiera honom, oavsett hans förklädnad.
- Gerald Paynter. Brorson och arvtagare till Mr Paynter. Han är konstnär och beskrivs som "vild och extravagant". Kommissarie Japp tycker att han är typisk för en konstnär. Han ärver sin avlidne farbrors kvarlåtenskap.
- Dr Savaronoff. Världens näst bästa schackspelare. Nummer fyra maskerar sig som honom i London, där han utmanas till en match av en amerikansk mästare.
- Herr Templeton. En äldre herre vars sköterska misstänker att han håller på att bli förgiftad. Poirot inser att hans son faktiskt är nummer fyra.
- Jonathan Whalley. Ännu ett offer för de fyra stora. Han mördas i sin egen bostad, Granite Bungalow i byn Hoppaton, Devon. Han hade skrivit till John Ingles och bett om pengar för att fly från de fyra stora.
- Gilmour Wilson. En ung amerikansk schackmästare. Han utmanade Dr Savaronoff på ett spel och dog medan han spelade.

## Analys
Jerry Speir påpekar att romanen avviker från formeln i Hercule Poirot-serien. Romanen utspelar sig inte på herrgård eller på landsbygden som flera av föregångarna, och karaktärerna representerar inte heller den brittiska adeln. Skurkarna är ett gäng internationella brottslingar som kontrollerar en hemlig, global organisation. Deras mål inkluderar den så kallade upplösningen av den mänskliga civilisationen. De kontrollerar en ospecificerad "vetenskaplig kraft", ett vapen av något slag. Speir spekulerar i att de kan ha hemligheterna bakom gravitationen eller kärnkraften.
Armin Risi håller med om att detta skulle bli det stora fallet i Poirots liv, eftersom karaktären själv hävdar att alla andra fall kommer att verka tama i jämförelse. Poirot spårar inte upp en mördare; Han måste konfrontera och avslöja en överstatlig sammanslutning av högt uppsatta personligheter som arbetar för världsherravälde. Risi ser boken som en hemlig historieskrivning som inspirerades av händelserna och orsakerna till första världskriget och oktoberrevolutionen (romanen skrevs förmodligen 1924 eller 1925; se den biografiska kommentaren nedan). Romanens grundscenario har hemliga krafter (de fyra) som påverkar mänskligheten och historiens gång. För Risi verkar det vara Agatha Christies varning om att verkliga organisationer gör samma sak. Han påpekar att Christie själv kanske inte var en objektiv historiker. Hon tillhörde societeten i det brittiska imperiet. Men detta faktum gav henne möjligen tillgång till förstahandsobservatörer av världspolitiken och de hemliga affärerna bakom den. Under mellankrigstiden var första världskriget och oktoberrevolutionen fortfarande viktiga samtalsämnen. Han teoretiserar att Christie kan ha hört talas om konspiratörer som var aktiva under den tiden, åtminstone de som var aktiva i City of London. Det gick redan rykten om att hemliga styrkor planerade andra världskriget eller till och med ett tredje världskrig.
James Zemboy konstaterar att den här romanen saknar den enhetlighet i handlingen som kännetecknar en riktig roman. Det är en serie episoder, som endast förenas av temat att Hercule Poirot undersöker och avslöjar identiteten på en av skurkarna. De fyra stora är unika karaktärer, var och en representerar en personifiering av ondskan. Men Zemboy tycker att dessa karaktärer saknar egenskaper för att göra dem underhållande, engagerande eller personligt intressanta. De mindre karaktärerna är inte unika. De är generiska budbärare eller informationsleverantörer. John Ingles tjänar bara till att ge information om Li Chang Yen, Flossie Monro är bara betydelsefull genom att ge en enda ledtråd, och Sonia Daviloff tjänar bara till att visa Poirot schackbordets position.
Zemboy tycker att boken är ovanligt tråkig för Christie. Han tror att läsare vars enda exponering för hennes verk är den här romanen, sannolikt inte kommer att följa fler av hennes böcker. Bokens episodiska karaktär kunde ha lett till att den var dubbelt så lång eller hälften så lång, utan att göra någon skillnad. Romanens mönster är en serie farliga möten och misslyckanden med att fånga brottslingarna. Poirot gillrar upprepade gånger fällor för fienden. Gång på gång vet fienden i förväg och faller inte för dem. På andra sidan gillrar de fyra stora fällor för Poirot. Han undviker de flesta av dem, bara för att upptäcka att de fyra också förutsåg hans drag. Han faller för några "riktiga" fällor.
Jeremy Black, en historiker, påpekar att ett antal av Agatha Christies romaner från mellankrigstiden dokumenterar den vanliga rädslan i överflödssamhället under den tiden. Hon tillade den "paranoida" övertygelsen om en underliggande konspiration. Detta är ett element som finns i hennes litterära verk och saknas i Agatha Christies filmatiseringar för tv och film.
Black tillägger att Christies verk på sitt sätt är typiska för mellankrigstidens litteratur, som till stor del återspeglade en oro för utländska hot och kopplingar mellan inhemska och internationella utmaningar. De fyra stora, karaktärerna, positioneras som den dolda orsaken och det förenande hotet mellan de världsomfattande oroligheterna, arbetskonflikterna och periodens revolutioner – i synnerhet oktoberrevolutionen, med Vladimir Lenin och Leo Trotskij som deras marionetter. De fyra stora har också avancerad teknik i sin arsenal.

### Orientalism
Li Chang Yen är både en skapelse av ondskefull orientalism och ett eko av en tidigare litterär karaktär: Fu Manchu av Sax Rohmer. Karaktären beskrevs som "det största geniet som ondskans makter har satt på jorden i århundraden", fienden till det brittiska imperiet och den brittiska civilisationen i allmänhet. Karaktären kombinerade stor grymhet med avancerad vetenskaplig forskning. I The Mystery of Dr. Fu-Manchu (1913) presenteras karaktären med samma namn som en figur bakom anti-västerländska aktioner i brittiska Hongkong och kinesiska Turkestan. Han slår mot västerländska politiker och administratörer som är medvetna om den hemliga geopolitiska betydelsen av Tonkin, Mongoliet och Tibet, och använder dessa områden som ett nyckelhål till porten till det indiska imperiet.
Fu Manchus agenter var allestädes närvarande även i England. Hans organisation liknades vid en gul bläckfisk med Fu Manchu som överhuvud och dacoiter och ligister som tentakler. Dessa agenter dödade i hemlighet, snabbt och lämnade inga ledtrådar efter sig. Dessa var de litterära föregångarna till de fyra och deras agenter.
David Suchet, som spelade Poirot för ITV från 1989 till 2013, hade ett annat förslag om ursprunget till De fyra stora. Han fann att de var en ond motsvarighet till The Four Just Men-serien av Edgar Wallace. Han håller dock med om att Li Chang Yen inspirerades av Fu Manchu.

## Litterär betydelse och mottagande
Romanen publicerades ett år efter Dolken från Tunis (1926) och hamnade i skuggan av sin föregångare.
The Times Literary Supplements recension av bokutgivningen slog an en positiv om än felaktig ton i sitt nummer av den 3 februari 1927 när den antog att bokens annorlunda stil än dess omedelbara föregångare, Dolken från Tunis, var ett medvetet knep: "M. Poirot, den belgiske detektiven som har figurerat i andra av Mrs Christies berättelser, är i mycket bra form i den senaste serien av äventyr. Det som gjorde "Vem dödade Roger Ackroyd?" (sic) till ett sådant förbryllande problem för läsaren av detektivromaner är ett som en författare inte lätt kan använda en andra gång, och den nuvarande berättelsen är faktiskt inte så mycket ett klargörande av ett mysterium som en redogörelse för Poirots möten med en av dessa välbekanta grupper av internationella skurkar med nästan obegränsad makt som försöker dominera världen." Hastings beskrevs som "tätare än någonsin".
New York Times Book Review den 2 oktober 1927 beskrev grunderna i handlingen och konstaterade: "'Nummer fyra' förblir ett mysterium nästan till slutet. Detta gör det naturligtvis svårare för detektiven att skydda sig mot angrepp och att fortsätta sin undersökning, och det ger det mesta av spänningen i berättelsen."
Recensenten i The Observer den 13 februari 1927 förväntade sig inte originalitet när han läste en bok som behandlade De fyra stora, men medgav att "När man öppnar en bok och finner namnet Li Chang Yen och förs till underjordiska kammare i East End 'behängda med rika orientaliska sidentyger', fruktar man det värsta. Inte för att Christie ger oss det värsta; Hon är alldeles för skicklig och fulländad för det. Men de korta, interpolerade mysterierna i mysteriet är i själva verket mycket mer intressanta än intrigerna hos de "de fyra stora" övermänniskorna. Bokens avslutning var "pretentiös" och "misslyckas med att vara imponerande" och recensenten sammanfattade med att säga: "boken har sina spänningar – i själva verket för många av dem; Den försöker i sina detaljer kompensera vad den saknar i kvalitet och konsekvens."
The Scotsman skrev den 17 mars 1927: "Poirots egna aktiviteter kan inte tas på allvar, som man till exempel tar Sherlock Holmes. Boken låter mer som en överdriven parodi på populär deckare än en seriös essä av den typen. Men det ger verkligen mycket roligt för läsaren som är beredd att bli road. Om det var författarinnans avsikt, har hon lyckats till fulländning".
Robert Barnard: "Den här thrillern snickrades ihop vid den lägsta punkten i Christies liv, med hjälp av hennes svåger. Välgörenhet står därför på dagordningen och behövs, för detta är ganska förfärligt och (vad man än kan tycka om honom som en skapelse) förnedrande för Poirot."

## Bearbetningar

### TV
Romanen filmatiserades för TV med David Suchet som Poirot, som en del av den sista säsongen av Agatha Christies Poirot. Filmen hade premiär på ITV den 23 oktober 2013 och på PBS den 27 juli 2014 i USA. I filmen medverkade även Sarah Parish, Patricia Hodge, Tom Brooke, Nicholas Burns och Simon Lowe. Suchets tidigare motspelare Hugh Fraser, Philip Jackson och Pauline Moran repriserade sina roller som Hastings, Japp och Miss Lemon. Avsnittet är mycket löst baserat på romanen, som av författaren Mark Gatiss anses vara "en nästan oanpassningsbar röra".

### Serieroman
De fyra stora släpptes av HarperCollins som en serieroman den 3 december 2007, anpassad och illustrerad av Alain Paillou (ISBN 0-00-725065-7). Detta är en översättning från den utgåva som först publicerades i Frankrike av Emmanuel Proust éditions 2006 under titeln Les Quatre.